# Championnat du monde de Scrabble hispanophone
Pour les articles homonymes, voir Championnats du monde de Scrabble.
Le Championnat du monde de Scrabble hispanophone (en espagnol : Campeonato del mundo de Scrabble en español) est une compétition mondiale de Scrabble organisée par la Federación Internacional de Scrabble en Español (www.fisescrabble.org).
La compétition a lieu chaque année dans un pays différent depuis 1997. 
Les premiers championnats se déroulaient uniquement en Scrabble classique. Depuis 2009, un titre en Scrabble duplicate est également décerné.

## Scrabble classique
À l'issue d'une première phase (21 parties en 2011), le classement se fait par nombre de victoires, puis des points de départage calculés selon une formule complexe faisant intervenir la différence de points (somme des scores personnels moins scores des adversaires), les adversaires rencontrés, leurs résultats dans le tournoi et leurs cotes dans le classement international. Les deux premiers joueurs se rencontrent en une finale en 3 manches gagnantes.

### Palmarès
| An   | Lieu             | Champion          | 2e                | 3e                | 4e                | 5e                | 6e                 |
| ---- | ---------------- | ----------------- | ----------------- | ----------------- | ----------------- | ----------------- | ------------------ |
| 1997 | Madrid           | Joan Manchado     | Josep M. Martí    | Ricardo de Arcos  | Miguel Sesé       | Carmen Vallecillo | Ana Molinari       |
| 1998 | Mexico           | Blai Figueras     | Claudia Amaral    | Joan Manchado     | Silvina Aranovich | Salvador Esquivel | Alejandra Diaz     |
| 1999 | Caracas          | Amanda Gauna      | Joan R. Manchado  | Susana Hartmann   | Jorge Carrasco    | Miguel Rivera     | Horacio Moavro     |
| 2000 | Santiago         | Roberto Aguilar   | Miguel Rivera     | Ana Molinari      | Amanda Gauna      | Benjamin Olaizola | Salvador Esquivel  |
| 2001 | San José         | Benjamín Olaizola | Carlos González   | Ana Molinari      | Roberto Aguilar   | Selene Delgado    | Francisco Guererro |
| 2002 | Buenos Aires     | Carlos González   | Rocco Laguzzi     | Jorge Carrasco    | Augusto Contreras | Horacio Moavro    | Federico Chavira   |
| 2003 | Xcaret           | Joan R. Manchado  | Carlos González   | Claudia Amaral    | Ana Molinari      | Gonzalo Correa    | Benjamin Olaizola  |
| 2004 | Panamá           | Claudia Amaral    | Héctor Klíe       | Marcelo Andino    | Benjamin Olaizola | Airan Perez       | Joan R. Machado    |
| 2005 | L'Alfàs del Pi   | Antonio Álvarez   | Enric Hernández   | Airan Perez       | Blai Figueras     | Miguel Rivera     | Rocco Laguzzi      |
| 2006 | Montevideo       | Enric Hernández   | Rocco Laguzzi     | Blai Figueras     | Luis Acevedo      | Patxi Navarro     | Franklin Gamou     |
| 2007 | Bogota           | Benjamín Olaizola | Airán Pérez       | Diego Gonzalez    | Horacio Moavro    | Rocco Laguzzi     | Selene Delgado     |
| 2008 | Buenos Aires     | Enric Hernández   | Airán Pérez       | Horacio Moavro    | Diego Gonzalez    | Benjamín Olaizola | Claudia Amaral     |
| 2009 | Margarita (isla) | Luis Picciochi    | Claudia Amaral    | Juan Carlos Ayala | Benjamín Olaizola | Eufrasio Millan   | Carlos González    |
| 2010 | San José         | Luis Picciochi    | Blai Figueras     | Ricardo Bondino   | Montse Sanchez    | Antonio Alvarez   | Selene Delgado     |
| 2011 | Mexico           | Diego Gonzalez    | Benjamín Olaizola | Serge Emig        | Blai Figueras     | Juan Carlos Ayala | Montse Sanchez     |
| 2012 | Santa Susanna    | Rocco Laguzzi     | Benjamín Olaizola | Carlos González   | Enric Hernández   | Horacio Moavro    | Claudia Amaral     |
| 2013 | Buenos Aires     | Airán Pérez       | Enric Hernández   | Ricardo Bondino   | Diego Gonzalez    | Graciela Gonzalez | Antonio Alvarez    |
| 2014 | La Havane        | Jesus Ortega      | Luis Acevedo      | Miguel Stevens    | Horacio Moavro    | Graciela Gonzalez | Javier Lattuf      |
| 2015 | Cali             | Airan Pérez       | Enric Hernández   | Luis Picciochi    | Marcos Araque     | Selene Delgado    | Carlos Garcia      |
| 2016 | Lille            | Jose Fernandez    | Luis Picciochi    | Horacio Moavro    | Carlos Pellegrini | Airán Pérez       | Luis Acevedo       |
| 2017 | Asuncion         | Selene Delgado    | Claudia Amaral    | Jose Gonzalez     | Daniel Ospina     | Juan Carlos Ayala | Jesus Ortega       |
| 2018 | Playa del Carmen | Luis Picciochi    | Enric Hernández   | Arantxa Delgado   | Jesus Flores      | Benjamín Olaizola | Javier Lattuf      |
| 2019 | Panama           | Serge Emig        | Jesús Ortega      | Luis Acevedo      |                   |                   |                    |

### Classement par nombre de titres (joueurs)
| Champion          | Pays       | Or | Argent | Bronze |
| ----------------- | ---------- | -- | ------ | ------ |
| Joan R.Manchado   | Espagne    | 2  | 1      | 1      |
| Roberto Aguilar   | Honduras   | 1  |        |        |
| Blai Figueras     | Espagne    | 1  | 1      | 1      |
| Amanda Gauna      | Argentine  | 1  |        |        |
| Benjamin Olaizola | Venezuela  | 2  | 2      |        |
| Carlos Gonzalez   | Venezuela  | 1  | 2      | 1      |
| Claudia Amaral    | Argentine  | 1  | 3      | 1      |
| Antonio Alvarez   | Espagne    | 1  |        |        |
| Enric Hernandez   | Espagne    | 2  | 4      |        |
| Luis Picchiochi   | Argentine  | 3  | 1      | 1      |
| Diego Gonzalez    | Argentine  | 1  |        | 1      |
| Rocco Laguzzi     | Argentine  | 1  | 2      |        |
| Airan Perez       | Venezuela  | 2  | 2      | 1      |
| Jesus Ortega      | Mexique    | 1  | 1      |        |
| Jose Fernandez    | Espagne    | 1  |        |        |
| Selene Delgado    | Uruguay    | 1  |        |        |
| Josep Marti       | Espagne    |    | 1      |        |
| Miguel Rivera     | Espagne    |    | 1      |        |
| Hector Klie       | États-Unis |    | 1      |        |
| Luis Acevedo      | Argentine  |    | 1      | 1      |
| Ricardo Bondino   | Argentine  |    |        | 2      |
| Ana Molinari      | Argentine  |    |        | 2      |
| José Gonzalez     | Costa Rica |    |        | 1      |
| Arantxa Delgado   | Espagne    |    |        | 1      |
| Horacio Moavro    | Argentine  |    |        | 2      |
| Juan Carlos Ayala | Espagne    |    |        | 1      |
| Ricardo de Arcos  | Espagne    |    |        | 1      |
| Suzanna Hartmann  | Argentine  |    |        | 1      |
| Miguel Stevens    | Cuba       |    |        | 1      |
| Serge Emig        | France     | 1  |        | 1      |
| Jorge Carrasco    | Chili      |    |        | 1      |
| Marcelo Andino    | Argentine  |    |        | 1      |

### Classement par nombre de titres (pays)
- Espagne,  Argentine : 7 victoires ;
- Venezuela : 5 victoires ;
- France,  Honduras,  Mexique,  Uruguay : 1 victoire.

## Scrabble duplicate
Ce championnat a été disputé initialement en une partie sèche sous le nom de partie mondiale duplicate. Cette forme de jeu, inspirée des compétitions francophones reste toutefois encore peu pratiquée.

### Palmarès
| Année | lieu         | Champion          | Pays      | Vice Champion   | Pays      | Troisième      | Pays      |
| ----- | ------------ | ----------------- | --------- | --------------- | --------- | -------------- | --------- |
| 2005  | Alfaz del Pi | Horacio Moavro    | Argentine | Luis Acevedo    | Argentine | Airan Pérez    | Venezuela |
| 2006  | Montevideo   | Benjamín Olaizola | Venezuela | Marcelo Andino  | Argentine | Luis Acevedo   | Argentine |
| 2007  | Bogota       | Luis Picciochi    | Argentine |                 |           |                |           |
| 2008  | Buenos Aires | Eufrasio Millán   | Espagne   | Carlos González | Venezuela | Marcelo Andino | Argentine |

À partir de 2009 sous le nom officiel de championnat du monde de duplicate, le championnat se dispute en deux parties.
En 2011 il passe à trois parties.
| Année | Lieu             | Champion       | Pays      | Vice-Champion     | Pays      | Troisième         | Pays      |
| ----- | ---------------- | -------------- | --------- | ----------------- | --------- | ----------------- | --------- |
| 2009  | Isla Margarita   | Patxi Navarro  | Espagne   | Antonio Álvarez   | Espagne   | Diego González    | Argentine |
| 2010  | San José         | Serge Emig     | Venezuela | Juan Carlos Ayala | Espagne   | Diego González    | Argentine |
| 2011  | México           | Blai Figueras  | Espagne   | Patxi Navarro     | Espagne   | Diego Gónzález    | Argentine |
| 2012  | Santa Susanna    | Blai Figueras  | Espagne   | Luis Picciochi    | Argentine | Patxi Navarro     | Espagne   |
| 2013  | Buenos Aires     | Luis Picciochi | Argentine | Diego González    | Argentine | Airan Pérez       | Venezuela |
| 2014  | La Havane        | Luis Picciochi | Argentine | Juan Carlos Ayala | Espagne   | Diego González    | Argentine |
| 2015  | Cali             | Diego González | Argentine | Serge Emig        | France    | Benjamín Olaizola | Venezuela |
| 2016  | Lille            | Luis Picciochi | Argentine | Serge Emig        | France    | Horacio Moavro    | Argentine |
| 2017  | Asunción         | Luis Picciochi | Argentine | José Hernández    | Venezuela | Luis Carestia     | Argentine |
| 2018  | Playa del Carmen | Jesús Ortega   | Mexique   | Luis Picciochi    | Argentine | Benjamín Olaizola | Venezuela |
| 2019  | Panama           | Jesús Ortega   | Mexique   | Serge Emig        | France    | Luis Picciochi    | Argentine |

## Regionales
la FISE federacione internacional de scrabble en español organise cinq tournois internationaux dans cinq subdivision du monde hispanophone.
Ces tournois sont ouverts à tous et distribuent des places pour le championnat du monde.

### Austral
Ce tournoi concerne la partie sud de l'Amérique du sud : Argentine, Uruguay, Paraguay, Chili.
| Année | Ville        | 1er               | Pays      | 2e                | Pays      | 3e                | Pays      |
| ----- | ------------ | ----------------- | --------- | ----------------- | --------- | ----------------- | --------- |
| 2007  | Montevideo   | Diana Perozo      | Argentine | Gonzalo Correa    | Uruguay   | Claudia Amaral    | Argentine |
| 2008  | Buenos Aires | Graciela González | Argentine | Andrea Porterie   | Argentine | Gonzalo Correa    | Uruguay   |
| 2009  | Montevideo   | Claudia Amaral    | Argentine | Luis Picciochi    | Argentine | Diego González    | Argentine |
| 2010  | Rosario      | Luis Picciochi    | Argentine |                   |           |                   |           |
| 2011  | Montevideo   | Horacio Moavro    | Argentine | Rocco Laguzzi     | Argentine | Selene Delgado    | Uruguay   |
| 2012  | Buenos Aires | Luis Acevedo      | Argentine | Luis Picciochi    | Argentine | Selene Delgado    | Uruguay   |
| 2013  | Asunción     | Horacio Moavro    | Argentine | Diego González    | Argentine | Andrea Porterie   | Argentine |
| 2014  | Buenos Aires | Diego González    | Argentine | Graciela González | Argentine |                   |           |
| 2015  | Buenos Aires | Luis Picciochi    | Argentine | Ricardo Bondino   | Argentine | Claudia Amaral    | Argentine |
| 2016  | Asunción     | Selene Delgado    | Uruguay   | Franklin Gamou    | Uruguay   | Horacio Moavro    | Argentine |
| 2017  | Montevideo   | Horacio Moavro    | Argentine | Carmen Vallecillo | Argentine | Selene Delgado    | Uruguay   |
| 2018  | Buenos Aires | Horacio Moavro    | Argentine | Benjamín Olaizola | Argentine | Luis Picciochi    | Argentine |
| 2019  | Santiago     | Vera Carlos       | Pérou     | Garcia Christian  | Chili     | Gonzales Graciela | Argentine |
| 2022  | Asunción     | Balajovski Adrian | Argentine | Horacio Moavro    | Argentine | Raul Canas        | Chili     |

### Andino
Ce tournoi concerne le nord-est de l'Amérique du sud : Venezuela, Colombie, Équateur, Pérou.
|      | Ville          | Champion            | Pays      | Vice-champion       | Pays       | Troisième       | Pays      |
| ---- | -------------- | ------------------- | --------- | ------------------- | ---------- | --------------- | --------- |
| 2007 | Bogota         | José Luis Rodríguez | Venezuela | Alejandro Terenzani | Venezuela  | Valezka Lugo    | Venezuela |
| 2009 | Isla Margarita | Patxi Navarro       | Espagne   | Raúl Carrillo       | Venezuela  | Daniel Rojas    | Venezuela |
| 2010 | Bogotá         | Aglaia Constantin   | Colombie  | Ivan David Reales   | Colombie   | Carlos Martínez | Venezuela |
| 2012 | Quito          | Carlos Martínez     | Venezuela | Marisol León        | Équateur   | Virman Salvador | Équateur  |
| 2013 | Lima           | Pedro Morales       | Pérou     | Aglaia Constantin   | Colombie   | Karina Dach     | Argentine |
| 2014 | Medellín       | Miguel Cavero       | Pérou     | Carlos Varón        | Colombie   | Daniel Ospina   | Colombie  |
| 2015 | Lima           | Carlos Vera         | Pérou     | Diego Mejía         | Colombie   | Daniel Ospina   | Colombie  |
| 2016 | Caracas        | Airan Pérez         | Venezuela | José Parra          | Venezuela  | Nobel López     | Venezuela |
| 2017 | Bogotá         | Aglaia Constantin   | Colombie  | Miguel Cavero       | Pérou      | Alberto Mora    | Colombie  |
| 2018 | Quito          | Pedro Morales       | Pérou     | Héctor Klie         | États-Unis | Horacio Moavro  | Argentine |
| 2019 |                | Yersin Huacasi      | Pérou     | Carlos Vera         | Pérou      | Pedro Morales   | Pérou     |

### Norcenca
Ce tournoi concerne l'Amérique centrale et du nord Mexique : Costa Rica, Guatemala, Panama, République Dominicaine et États-Unis.
| Année | Ville         | Champion(ne)         | Pays       | Vice-champion(ne)    | Pays       | Troisième            | Pays       |
| ----- | ------------- | -------------------- | ---------- | -------------------- | ---------- | -------------------- | ---------- |
| 2008  | San José      | Héctor KLie          | États-Unis | Mario Villalobos     | Costa Rica | Andrés Cabezas       | Costa Rica |
| 2009  | México        | Enma Morris          | Mexique    | Jesús Ortega         | Mexique    | Héctor Guzmán        | Mexique    |
| 2010  | Antigua       | Enma Morris          | Mexique    | Marco Mora           | Costa Rica | Fco. Javier Guerrero | Mexique    |
| 2012  | Houston       | Carlos Espinosa      | Mexique    | Héctor Klie          | États-Unis | Fco. Javier Guerrero | Mexique    |
| 2013  | Antigua       | Jorge Herrera        | Mexique    | José González        | Costa Rica | Noé Hernández        | Guatemala  |
| 2014  | San José      | Mario Villalobos     | Costa Rica | José González        | Costa Rica | Héctor Klie          | États-Unis |
| 2015  | México        | Jesús Ortega         | Mexique    | Fco. Javier Guerrero | Mexique    | Carlos Espinosa      | Mexique    |
| 2016  | Panamá        | Alejandro Terenzani  | Venezuela  | Johanna Ramones      | Venezuela  | Héctor Klie          | États-Unis |
| 2017  | P. del Carmen | Fco. Javier Guerrero | Mexique    | Gabriela Garza       | Mexique    | Jesús Flores         | Mexique    |
| 2018  | Houston       | David Matheus        | États-Unis | Fco. Javier Guerrero | Mexique    | Héctor Klie          | États-Unis |
| 2019  | San José      | José Gonzales        | Costa Rica | Emmanuel Gely        |            | Miguel Cavero        |            |

### Europe
Ce tournoi concerne les pays européens : essentiellement l'Espagne et la France.
| Année | Lieu        | Champion(ne)    | Pays     | Vice-champion(ne) | Pays       | Troisième           | Pays    |
| ----- | ----------- | --------------- | -------- | ----------------- | ---------- | ------------------- | ------- |
| 2007  | Gérone      | Lino Aguiar     | Portugal | Enric Hernández   | Espagne    | Eufrasio Millán     | Espagne |
| 2008  | Montpellier | Montse Sánchez  | Espagne  | Eufrasio Millán   | Espagne    | Neme Moreno         | Espagne |
| 2009  | Ginebra     | Serge Emig      | France   | Montse Sánchez    | Espagne    |                     |         |
| 2010  | París       | Serge Emig      | France   | Carlos Puente     | Espagne    | Blai Figueras       | Espagne |
| 2011  | LLoret      | Serge Emig      | France   | Eufrasio Millán   | Espagne    | Enric Hernández     | Espagne |
| 2012  | Fuengirola  | José Fernández  | Espagne  | Patxi Navarro     | Espagne    | María de Arcos      | Espagne |
| 2013  | Lesquin     | Serge Emig      | France   | Alvar Sanz        | Luxembourg | Marius Sylverstrzuk | Pologne |
| 2015  | Gujan       | Serge Emig      | France   | Aglaia Constantin | Colombie   | Vicenta Mansilla    | Espagne |
| 2016  | Grenade     | Alicia Acosta   | Espagne  | Antonio Álvarez   | Espagne    | José Montes         | Espagne |
| 2017  | Avignon     | Serge Emig      | France   | Juan Carlos Ayala | Espagne    | María de Arcos      | Espagne |
| 2018  | Fuengirola  | Antonio Álvarez | Espagne  | Serge Emig        | France     | José Fernández      | Espagne |
| 2019  | Genève      | Serge Emig      | France   | José Montes Real  | Espagne    | Juan Carlos Ayala   | Espagne |

### Cuba International
Ce tournoi spécial est organisé de manière permanente à Cuba.
|      | Ville     | Champion(ne)      | Pays       | Champion(ne)      | Pays | Troisième             | Pays    |
| ---- | --------- | ----------------- | ---------- | ----------------- | ---- | --------------------- | ------- |
| 2013 | La Havane | Rolando Guadalupe | Cuba       | Enma Morris       | Cuba | Richard Velázquez     | Cuba    |
| 2014 | La Havane | Rolando Guadalupe | Cuba       | Miguel Stevens    | Cuba | Francisco J. Guerrero | Mexique |
| 2015 | La Havane | Jamil Rivero      | Cuba       | Reisel Murgadas   | Cuba | Rolando Guadalupe     | Cuba    |
| 2016 | La Havane |                   |            |                   |      |                       |         |
| 2017 | La Havane | Miguel Stevens    | Cuba       | Rolando Guadalupe | Cuba | Enma Morris           | Cuba    |
| 2018 | La Havane |                   |            |                   |      |                       |         |
| 2019 | La Havane | José Gonzales     | Costa Rica | Enma Morris       | Cuba | Rolando Guadalupe     | Cuba    |